# 基德韦利性崇拜
基德韦利性崇拜（英语：Kidwelly sex cult）指的是在英國威尔士基德韦利镇，数十年来有邪教组织一直在对儿童实施强奸，直到2010年凶手被抓获。其头目科林·巴特利（英语：Colin Batley）通过死亡威胁和洗腦恐吓、强迫心理弱势儿童发生性行为。2011年，巴特利、三名女性成员和一名男性成员因性侵儿童被判入狱。

## 崇拜
邪教性剥削脆弱的青少年，利用邪教和文学作为其虐待和对受害者洗脑的辩护手段。它由科林·巴特利(Colin Batley)领导，也由他的妻子和其他三名女性管理。它对儿童的性虐待跨越了几十年，首先在伦敦，然后在南威尔士的基德韦利进行。
在1990年代，接受审判的五名成员离开伦敦前往基德韦利的一条街。头目科林·巴特利（Colin Batley）紧随其后，其次是巴特利的情妇谢莉·米拉（Shelly Millar）、杰奎琳·马林（Jacqueline Marling）及其同伙。巴特利和四名女性被告中的三名被判性侵犯罪。科林·巴特利以及四名女被告在手臂上纹了古埃及的“荷魯斯之眼”纹身来表示自己的身份，荷鲁斯是一名鹰头神，同时收集了古代埃及的偶像崇拜。
邪教组织以陷入困境的弱势儿童为目标，迫使他们参加入会仪式，并与成年人发生性关系。孩子们受到恐吓，威胁要杀人。一个女孩作证说，在这个仪式（从巴特利宣扬神秘学开始，以性爱结束）之后，她经常被迫在科林·巴特利的家中与他发生性关系，与撒旦狂欢的陌生人发生性关系。她流着泪作证说："我这么做是因为科林告诉我的"。一名受害者解释说："科林知道如何操纵你，让你相信他所说的任何事情。孩子们也服从他的性要求，因为"害怕激怒上帝"。巴特利养了几只“对谁都很凶”的羅威那犬。
性虐待之前通常会举行撒旦仪式，仪式中会宣读神秘主义者阿萊斯特·克勞利的《律法之书》、《魔法之书》和《春分之神》中的章节。其中一个仪式包括一个祭坛，上面放着咸面包、一杯红酒和一个香炉。在这些邪恶的仪式结束时，成员们“穿上了天衣”，意思是他们脱掉了衣服，发生了性关系。
邻居约翰·惠特兰(John Wheatland)看到一个十几岁的女孩“打扮得像电影明星”然后问他“你想做爱吗？”他每天晚上都能听到受害者的哭声。

## 受害者
五名受害者在法庭上作证说，她们被引诱或被带到邪教成员的家中，在那里她们受到性虐待，还有更多受害者没有举报任何性虐待行为。
一名15岁的女孩作证，称她像“性玩具”一样被邪教成员分享。另一名受害者在11岁时被巴特利强奸，她作证说:“和他做爱是一种考验，如果我不通过，我就会下地狱。”第三名受害者还作证说，她11岁或12岁时被巴特利强奸，16岁时被强迫在镜头前做爱。
受害者说，邪教的虐待"对我们每个人都是一个噩梦之旅"。

### 安娜贝尔·福雷斯特
安娜贝尔·福雷斯特，邪教成员杰奎琳·玛林的女儿，作证帮助定罪五个施虐者。7岁时，她被迫观看母亲杰奎琳·玛林对科林·巴特利的性行为，福雷斯特11岁时，科林·巴特利强奸了她。在她十几岁的时候，她被强迫与玛林参与集体性关系，这成为福雷斯特经常被迫参与的事情。她还被迫与第二个年长的男性建立关系。福里斯特说:“我白天是个女学生，晚上是个性奴”，这“太糟糕了，我一度想自杀”。在生下巴特利的孩子三个月后，18岁的福雷斯特被迫卖淫，与大约1800名男子发生性关系，她的全部收入被邪教夺走。她说，在她多年被虐待和剥削期间："太多的人把望向远方，太多人忽略了这些迹象。令我吃惊的是，我们住在那条小路里这么多年，没有人看到任何让他们感到担心的东西”。

## 宣判
邪教领袖科林·巴特利、三名女性成员和另一名男性被判处36年监禁，有可能终身监禁。2011年2月和3月，经过五周的审判，他们被判47项罪名成立，其中包括强奸和其他针对儿童的性犯罪。第四名女性成员在面临一项儿童猥亵指控后被无罪释放。
威尔士皇家检察署复杂案件组的负责人说:“今天所有被判刑的人都犯下了可怕的罪行，因此他们被判长期徒刑也是正确的。”
陪审团商议了整整四天又两天半，并接受了心理咨询，因为这些罪行的性质令人痛苦。在整个审判过程中，被告一直否认邪教的存在。
| 罪犯                        | 年纪 | 顶罪 | 宣判            |
| --------------------------- | ---- | --- | --------------- |
| 科林·巴特利（头目）         | 48   | 强奸（11项）、猥亵（3项）、拉皮条、导致未成年人发生性行为、鸡奸（6项）拥有未成年少女的不雅照片（12项）。 | 无期 – 至少11年 |
| 杰奎琳·玛林(“二把手”)       | 42   | 协助和教唆强奸、组织卖淫牟利、说服儿童参与性活动、猥亵儿童（三项罪名）                                   | 12年            |
| 伊莱恩·巴特利（头目的妻子） | 47   | 猥亵儿童（三项罪名），与儿童发生性行为                                                                   | 8年             |
| 雪莉·米勒（头目的“性奴隶”） | 35   | 与儿童进行猥亵活动，说服儿童参与性活动                                                                   | 5年             |
| 文森特·巴登                 | 70   | 对未成年少女的性侵犯（2项罪名）                                                                          | 3年             |